# Parelia
Parelia là một chi bướm đêm thuộc họ Noctuidae.